# Simion Popescu
Simion Popescu (n. 11 august 1940, Cuptoare, Caraș-Severin, România) este un luptător român, laureat cu bronz la Mexico 1968.